# Rondell White
Rondell Bernard White (né le 23 février 1972 à Milledgeville, Géorgie, États-Unis) est un voltigeur de baseball qui a joué dans les Ligues majeures de 1993 à 2007.
Il a évolué pour sept équipes, dont les Expos de Montréal de 1993 à 2000, et a participé au match des étoiles en 2003 comme membre des Padres de San Diego.

## Carrière
Rondell White est un choix de première ronde des Expos de Montréal en 1990.
Il joue sa première partie dans les majeures le 1er septembre 1993 face aux Rockies du Colorado. Le 3 septembre à l'Astrodome de Houston, il obtient face à Darryl Kile des Astros son premier coup sûr en carrière et le lendemain, 4 septembre, il claque son premier coup de circuit aux dépens de Greg Swindell.
Les Expos comptant sur un trio de voltigeurs étoiles en Moises Alou, Marquis Grissom et Larry Walker, White voit peu d'action à ses débuts. Il joue 23 parties en fin de saison 1993 et 40 en 1994. Il est utilisé pour la première fois comme joueur régulier en 1995, prenant part à 130 matchs, au cours desquels il maintient une moyenne au bâton de ,295.
Après avoir maintenu une moyenne de ,293 en 88 parties en 1996, il affiche certaines de ses meilleures statistiques pour Montréal en 1997 : 160 coups sûrs, 28 circuits et 82 points produits en 151 matchs.
À la date limite des transactions le 31 juillet 2000, les Expos transfèrent Rondell White aux Cubs de Chicago contre le lanceur Scott Downs. Le voltigeur termine la saison avec une moyenne au bâton de ,311 en 94 parties. En 2001, il frappe pour ,307 en 95 matchs avant de quitter à la fin de la saison, signant un contrat en tant qu'agent libre avec les Yankees de New York.
White joue 126 parties pour les Yankees en 2002, produisant 62 points. Il participe aux séries éliminatoires pour la première fois, obtenant un coup sûr en trois présences au bâton lors de la Série de division face aux Angels d'Anaheim. 
Le 19 mars 2003, les Yankees cèdent White aux Padres de San Diego contre le voltigeur Bubba Trammell, un lanceur des ligues mineures (Mark Phillips) et une somme d'argent.
Rondell White se démarque chez les Padres en 2003 et reçoit à la mi-saison sa seule invitation en carrière au match des étoiles du baseball majeur.
Malgré une bonne production offensive de 18 circuits et 66 points produits en 115 parties pour San Diego, White est transféré aux Royals de Kansas City en août. Il termine l'année 2003 avec 22 circuits et 87 points produits.
White joue deux saisons pour les Tigers de Detroit (2004-2005) et deux autres pour les Twins du Minnesota (2006-2007).
En décembre 2007, le nom de Rondell White apparaît au rapport Mitchell, qui se penche sur des cas allégués de dopage dans les Ligues majeures de baseball. Selon Kirk Radomski, White aurait consommé de l'hormone de croissance entre 2000 et 2005.
En 1474 parties dans les majeures, réparties sur 15 saisons, Rondell White a maintenu une moyenne au bâton de ,284 avec 1519 coups sûrs, 198 circuits, 756 points marqués et 768 points produits. Il totalise 94 buts volés et affiche une moyenne de puissance de ,462.

## Vie personnelle
Rondell White est marié à la fille de Jerry Manuel, ancien manager des White Sox de Chicago et des Mets de New York.